# Josef Erler
Josef Erler (* 9. Februar 1802 in Brixen; † 31. März 1844 in Innsbruck) war ein österreichischer Landschaftsmaler.

## Leben
Erler erhielt seinen ersten Unterricht im Zeichnen bei Josef Tauber in Brixen, ehe er auf Vermittlung von Freunden 1825 an die Akademie der bildenden Künste Wien gelangte, wo er 11 Jahre lang blieb. In dieser Zeit erhielt er 1827 den Gundel-Preis im Antikenzeichnen und 1833 den Lampi-Preis im Zeichnen nach der Natur. 1836 kehrte er nach Brixen zurück. Er starb bereits im Alter von 42 Jahren.

## Werk
Josef Erler malte Historienbilder, Porträts und vor allem Landschaftsbilder. Seine Bilder sind heute weitgehend vergessen und interessieren nicht so sehr wegen seiner malerischen Leistung, als vielmehr aufgrund der von ihm festgehaltenen historischen Ansichten von Südtirol.
- um 1840 Ansicht von Bozen mit der bei einem Brand 1837 zerstörten Eisackbrücke, Stadtmuseum Bozen
- um 1840 Ansicht des Bozner Bodens von der Loretobrücke aus, Stadtmuseum Bozen
- 1843/1844 Altarbilder in der Pfarrkirche Sautens